# قائمة فنادق سنغافورة

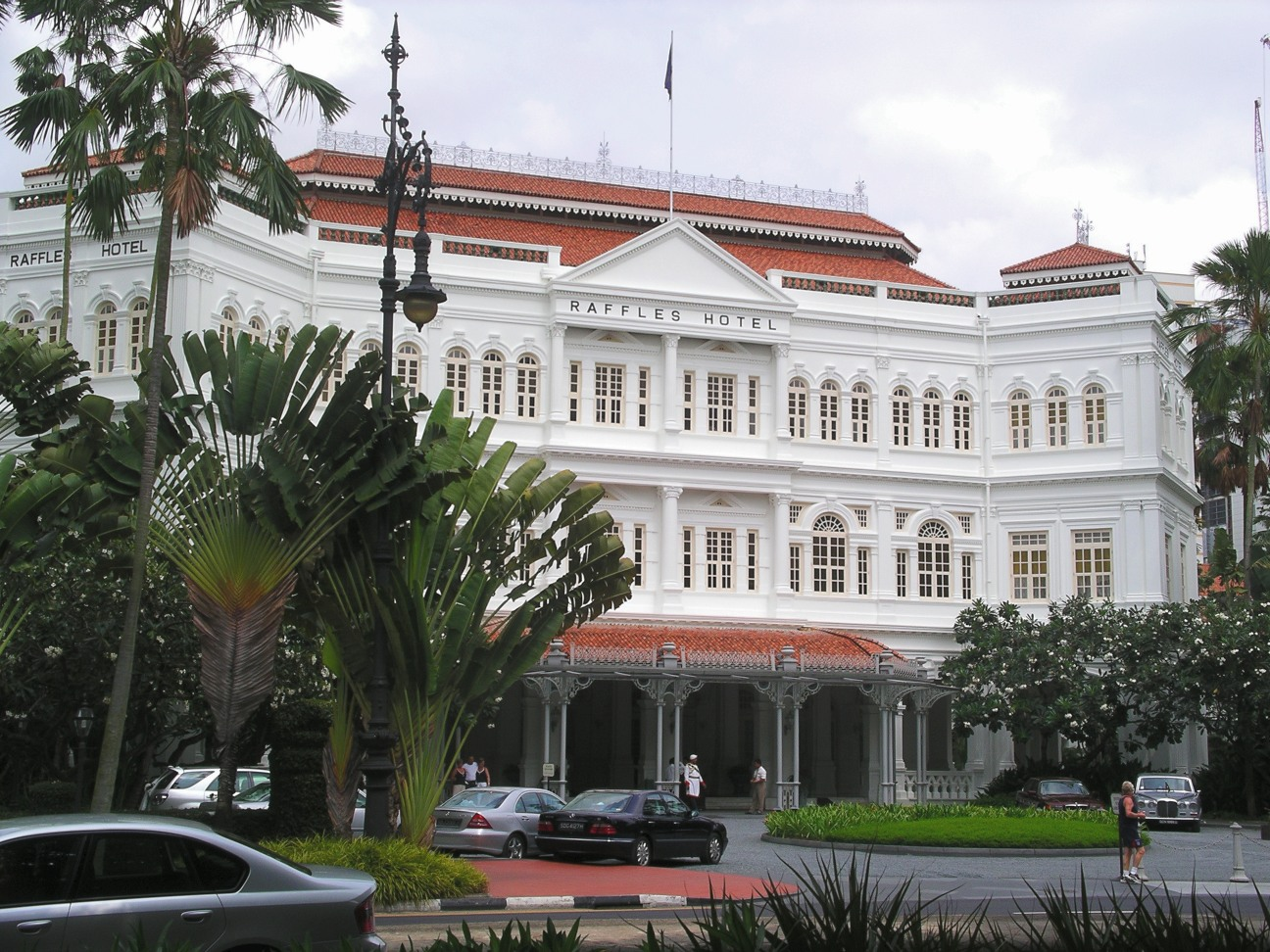
فندق رافلس

الفندق  (الجمع: فنادق) أو النُزُل  (الجمع: أنزال) هو مسكن يسكن فيه الشخص لوقت قصير مقابل أجر، مؤثث مفروش وقد يكون مزوداً بأجهزة منزلية ووسائل راحة وترفيه؛ مع توفير خدمات الطعام والنظافة والصيانة وغيرها.

## قائمة فنادق سنغافورة
تحتوي هذه القائمة على أسماء فنادق في سنغافورة.
- فندق رافلس

- مارينا باي ساندز

- فندق شانغريلا في سنغافورة
- فندق ماندارين أورينتال، سنغافورة